# Borure de plutonium
Un borure de plutonium est un composé chimique résultant de la réaction du bore pulvérulent avec le plutonium finement divisé sous atmosphère inerte et à faible pression, dans certaines conditions de température,.

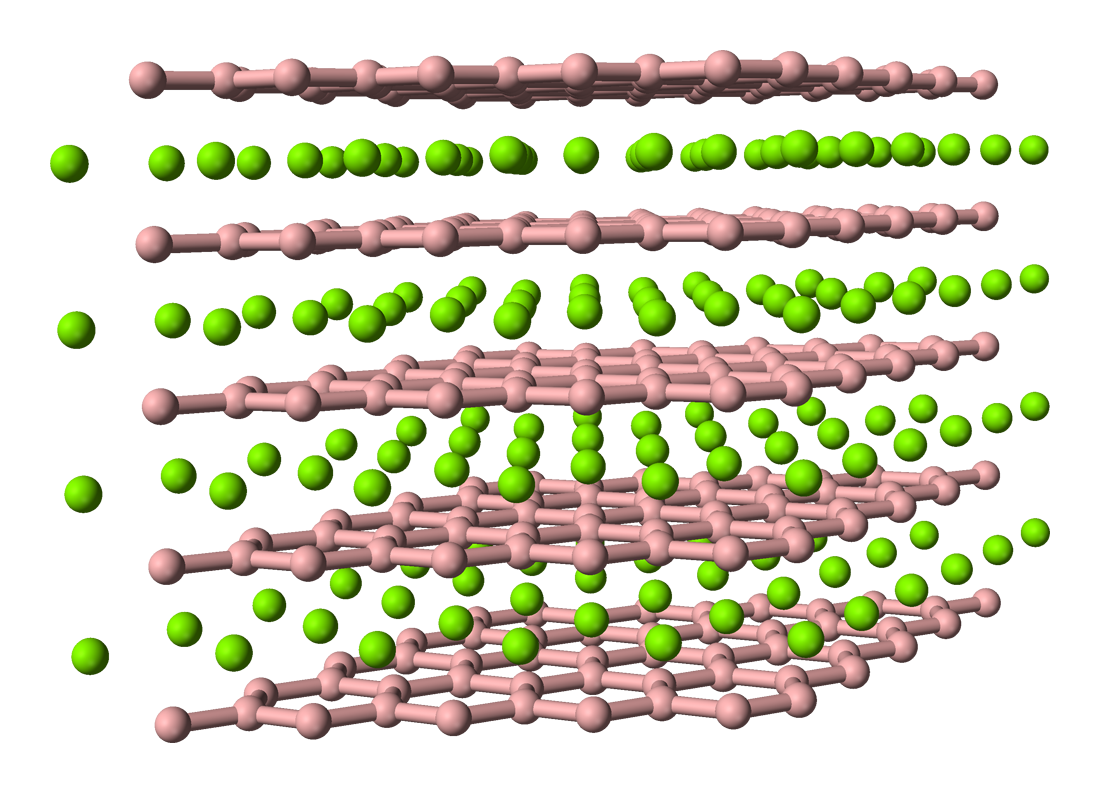
Structure du diborure de plutonium
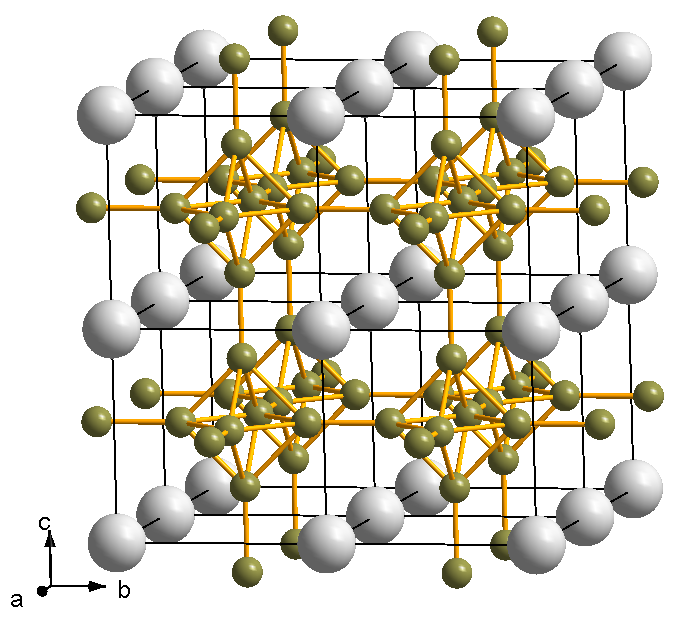
Structure de l'hexaborure de plutonium

Plusieurs phases se forment selon la composition du mélange initial chauffé sous atmosphère inerte (généralement de l'argon dans les expériences). On observe ainsi du diborure de plutonium PuB2 se former à environ 800 °C, mélangé à du plutonium α avec les ratios atomiques Pu:B valant 2:1 et 1:1, mais avec des traces de tétraborure de plutonium PuB4 lorsque le ratio Pu:B vaut 1:2 (auquel cas la masse volumique vaut 12,06 g·cm-3). Avec un ratio Pu:B valant 1:4, on obtient un mélange de phases PuB4 et hexaborure de plutonium PuB6, la masse volumique valant 9,21 g·cm-3. La proportion d'hexaborure croît avec la température. En accroissant la teneur en bore, on observe successivement les phases dodécaborure de plutonium PuB12 et PuB100.
Les structures cristallines observées pour ces différentes phases sont hexagonale pour PuB2 (de type AlB2 ou UB2), quadratique pour PuB4 (semblable à celle du tétraborure d'uranium UB4), cubique pour PuB6 (semblable à celle des hexaborures de calcium CaB6, de lanthane LaB6 ou encore de thorium ThB6), cubique à faces centrées pour PuB12 et cubique simple pour PuB100.
Le monoborure de plutonium PuB se formerait à environ 1 200 °C avec une teneur en bore de 40 à 70 %. Il présenterait une structure cristalline de type sel gemme NaCl, tout comme les borures TiB, ZrB et HfB, avec une liaison PuB longue de 246 pm. Cette phase n'a cependant pas été observée lors d'une expérience ultérieure.